# De Harmonie (Biervliet)
De Harmonie is een ronde stenen beltmolen in Biervliet in de Nederlandse provincie Zeeland.
De molen werd oorspronkelijk als stellingmolen gebouwd in 1842 en was ingericht als oliemolen. In 1882 werd de molen een meter verhoogd en ingericht als korenmolen. Drie jaar later werd de molen verder verbouwd en veranderd in een beltmolen. De molen is in 1985 en 1986 grondig gerestaureerd. Thans is de particuliere molen niet meer professioneel in bedrijf, maar de eigenaar/molenaar liet de molen zeer regelmatig draaien, totdat in de zomer van 2017 is vastgesteld dat de molen voorlopig niet draaivaardig is, omdat wiekenkruis en staart dringend onderhoud nodig hebben. Met de restauratie is begonnen in januari 2023 met subsidie van de provincie, bijdrages van sponsoren en een gemeentegarantie.
De molen is ingericht met één koppel maalstenen en een mengketel. De roeden zijn circa 22,50 meter lang en zijn voorzien van het fokwieksysteem met remkleppen en zeilen.